# Polyplectropus tam
Polyplectropus tam är en nattsländeart som beskrevs av Malicky 1995. Polyplectropus tam ingår i släktet Polyplectropus och familjen fångstnätnattsländor. Inga underarter finns listade i Catalogue of Life.